# Hans-Beat Hadorn
Hans-Beat Hadorn (* 13. Mai 1933 in Oberdiessbach) ist ein Schweizer Kinderarzt und ehemaliger Hochschullehrer.

## Leben
Hans-Beat Hadorn, Sohn des Entwicklungsbiologen und Genetikers Ernst Hadorn (1902–1976), studierte an der Universität Zürich Medizin, wurde 1961 mit einer Arbeit über biochemische Genetik bei Galaktosämie promoviert, arbeitete als Assistent von Franz Leuthardt im Biochemischen Institut, dann bei Andrea Prader an der Kinderklinik der Universität Zürich. Hadorn hat zudem ein Gesangsstudium in Zürich absolviert (u. a. bei Heinz Rehfuss, später bei Brigitte Kuhn-Indermühle). 
1966/1967 verbrachte er mit einem Stipendium der Schweizerischen Akademie der medizinischen Wissenschaften am Royal Children’s Hospital Melbourne bei Charlotte M. Anderson und erwarb dort mit einer biochemischen Arbeit über die Aktivierung von Trypsinogen durch menschliche Enterokinase den Doctor of Philosophy (PhD). 1968 arbeitete er am Institut d’embryologie expérimentale am Collège de France in Paris unter der Leitung von Etienne Wolff und Françoise Dieterlen.
Nach seiner Habilitation in Fach Pädiatrie wurde er 1971 zum Extraordinarius für Pädiatrie an der Universität Bern ernannt und war Leiter der Abteilung für pädiatrische Gastroenterologie an der Universitäts-Kinderklinik Bern bei Ettore Rossi. 1978 wurde er auf den Lehrstuhl für Kinderheilkunde der Universität Graz berufen und zum Vorstand der Kinderklinik ernannt. 1983 erfolgte seine Ernennung zum Ordinarius für Kinderheilkunde und Direktor der Kinderklinik der Ludwig-Maximilians-Universität München, dem Dr. von Haunerschen Kinderspital.
Auch nach seiner Emeritierung im Jahre 1998 arbeitet er auf verschiedenen Gebieten der klinischen Forschung an der Pathophysiologie der Mukoviszidose weiter und unterrichtete fünf Jahre an einer Privatschule südlich von München Biologie und Chemie. Als Chorsänger, Gesangssolist und Illustrator ist er ebenfalls aktiv. Hadorn ist seit Mai 2016 Ehrenmitglied von MünchenKlang e. V. Er ist in zweiter Ehe verheiratet und hat aus dieser Ehe eine Tochter. Aus der früheren Ehe stammen ein Sohn und eine Tochter.

## Forschung und Lehre
Der Forschungsschwerpunkt von Hadorn ist die pädiatrische Gastroenterologie. Während seines Aufenthalts in Melbourne entdeckte er einen unbekannten angeborenen Enzymdefekt, den Mangel an intestinaler Enteropeptidase (früher Enterokinase genannt). Am Haunerschen Kinderspital war „die Amtszeit von Beat Hadorn (1984–1998) … im wissenschaftlichen Bereich durch neue Anforderungen und Chancen infolge der rasanten Entwicklung der Molekulargenetik und von analytischen Labormethoden gekennzeichnet. … Die Analyse von Mutationen, die Klonierung von neuen Genen und die Identifizierung von Krankheitsgenen wurden dadurch zu wichtigen Themen in vielen Subspezialitäten. Die fachübergreifende molekulare Medizin war das bestimmende Hauptthema in der Forschung und der Gegenstand vieler Publikationen dieser Zeit. Gelegentlich auch mit nachhaltigen praktischen Auswirkungen: Das flächendeckende erweiterte Neugeborenenscreening in Deutschland wurde Ende der 90er Jahre aus einem Projekt der Klinik im Nationalen Genomforschungsnetzwerk (NGFN), ausgehend von neuen Verfahrensentwicklungen, hin bis zur Anwendungsreife fortentwickelt.“
2002 konnte Hadorn mit Andreas Holzinger in Familien der Patienten mit Enteropeptidasemangel mehrere Genmutationen nachweisen, die für den Aktivitätsverlust des Enzyms verantwortlich sind. Seine Entdeckung des Defekts der Bikarbonat-Sekretion bei Mukoviszidose hat zahlreiche Arbeiten, auch aus dem Bereich der Grundlagen-Wissenschaften, ausgelöst und Anlass gegeben für einen Paradigmenwechsel im Bereich der Konzepte, die zur Erklärung der mannigfachen Störungen exokriner Drüsen bei Mukoviszidose herangezogen werden.
Ausserdem setzte sich Hadorn seit seiner Tätigkeit in Bern immer wieder für die Reform des Medizinstudiums ein im Sinn einer Intensivierung des praktischen Unterrichts am Krankenbett. 
Beat Hadorn erhielt 1970 den Ersten Preis der Schweizerischen Gesellschaft für Gastroenterologie. Er ist Mitglied verschiedener nationaler und internationaler Gesellschaften für Kinderheilkunde, u. a. der Europäischen Gesellschaft für Pädiatrische Gastroenterologie und Hepatologie (Gründungsmitglied), der Europäischen Gesellschaft für Pädiatrische Forschung, der European Working Group für Cystic Fibrosis, EWGCF (erster Sekretär) und korrespondierendes Mitglied der Société Française de Pédiatrie.

## Soziales Engagement
Das soziale Engagement zieht sich durch das gesamte Leben von Hadorn. Als Mitwirkender des Sommernachtsmusical für wohltätige Zwecke sowie als Mitglied der Refudocs, die sich in München um die medizinische Versorgung ankommender Flüchtlinge kümmern, ist er zuletzt in München öffentlichen in Erscheinung getreten.

## Schriften
- mit M. J. Tarlow, J. K. Lloyd, O. H. Wolff: Intestinal Enterokinase Deficiency. In: The Lancet, 1959, 1 (7599) S. 812–813.
- mit P. G. Johansen und C. M. Anderson: Pancreozymin-Secretin Test of Exocrine Pancreatic Function in Cystic Fibrosis and the Significance of the Result for the Pathogenesis of the Disease. In: Canadian Medical Asiocation Journal, Feb. 1968, Nr. 98, S. 377–385. PMC 1923879 (freier Volltext)
- mit J. R. Green, E. E. Stechi, H. P. Hauri: Biochemical Mechanisms in Congenital Enzyme Deficiencies of the Small Intestine. In: Clinics in Gastroenterology (1981) 10,3, S. 671–690.
- mit Andreas Holzinger, Esther M. Maier, Cornelius Bück, Peter U. Mayerhofer, Matthias Kappler, James C. Haworth, Stanley P. Moroz, J. E. Sadler, A. A. Roscher: Mutations in the Proenteropeptidase Gene are the Molecular Cause of Congenital Enteropeptidase Deficiency. in: The American Journal of Human Genetics, 2002,70: S. 20–25. doi:10.1086/338456
- Michael Studer: Tante Amalie. Mit Illustrationen von Beat Hadorn. Weber, Thun 2009, ISBN 978-3-909532-57-5.